# Spansk Blod
Spansk Blod er en amerikansk stumfilm fra 1920 af George B. Seitz.

## Medvirkende
- June Caprice som Sylvia Lee
- George B. Seitz som Reginald Van Ransen
- Harry Semels som Pedro Pezet
- Marguerite Courtot som Carmelita
- William P. Burt som Don Jose
- Frank Redman